# Fauno Film
Fauno Film è stata una casa cinematografica italiana, fondata a Roma, con sede in via S. Basilio 19, nel 1934, da Alfredo Villetti per la produzione e distribuzione di film, nata come S.A. il capitale iniziale investito era di 500.000 lire, nel 1941 l'impresa passa a Vincenzo Genesi, nel 1946 a Giuseppe Zucca e Arnaldo De Paolis, con 1.100.000 lire.
investite, nel 1948 al solo Arnaldo De Paolis con 6.000.000 lire, che la diresse sino alla fine degli anni 50.
In 13 anni la Fauno produsse solo sei film tra cui quello di Blasetti Vecchia guardia del 1935 sino alla pellicola di Giorgio Pàstina Guglielmo Tell.

## Filmografia
- Vecchia guardia, regia di Alessandro Blasetti (1935)
- Mille chilometri al minuto!, regia di Mario Mattoli (1939)
- Fari nella nebbia, regia di Gianni Franciolini (1941)
- Addio, amore!, regia di Gianni Franciolini (1944)
- Vanità, regia di Giorgio Pàstina (1946)
- Guglielmo Tell, regia di Giorgio Pastina (1948)